# Рогинский, Гирша Залманович
Гирша Залманович Рогинский (Григорий Соломонович; 15 декабря 1903, Речица, Минская губерния — 19 октября 1957, Ленинград) — советский зоопсихолог. Доктор педагогических наук, профессор. Автор работ по эволюции психики. Один из основателей Музея эволюции нервной системы и сравнительной психологии при Институте мозга имени В. М. Бехтерева.

## Биография
Родился в многодетной семье лесопромышленника Залмана Гиршевича Рогинского. Брат физикохимика Симона Залмановича Рогинского и искусствоведа Фриды Соломоновны Рогинской (1898—1963). В 1926 году окончил исторический факультет ЛГУ, в 1929 году — педагогическое отделение Педагогического института имени А. И. Герцена. Принимал участие в экспедиции Арктического института на Новую Землю, где изучал инстинкты птиц (1934—1940). В 1937—1941 годах преподавал в Педагогическом институте имени А. И. Герцена, одновременно заведовал музеем Института мозга.
Участник Великой Отечественной войны, в 1943 был демобилизован в связи с ранением. Профессор Ленинградского университета, затем с 1946 Педагогического института имени А. И. Герцена.
Брат Симон — физикохимик, брат Борис — инженер, племянник — правозащитник Арсений Рогинский (1946—2017).
Похоронен на Преображенском еврейском кладбище.

## Основные работы
- «Психика человекообразных обезьян», [Л.], 1945;
- «Развитие мозга и психики», [Л.], 1948;
- «Навыки и зачатки интеллектуальных действий у антропоидов (шимпанзе)», [Л.], 1948.